# Combine
La ville de Combine est située dans les comtés de Dallas et Kaufman, dans l’État du Texas, aux États-Unis. Sa population s’élevait à 1 942 habitants lors du recensement de 2010, estimée à 2 226 habitants en 2018.

## Source
- (en) Cet article est partiellement ou en totalité issu de l’article de Wikipédia en anglais intitulé « Combine, Texas » (voir la liste des auteurs).

1. ↑  « Population and Housing Unit Estimates » (consulté le 30 mai 2019)
2. ↑  « Census of Population and Housing » [archive du 12 avril 2013], Census.gov (consulté le 4 juin 2015)